# Llista de topònims de Vilanova de Bellpuig
Llista de topònims (noms propis de lloc) del municipi de Vilanova de Bellpuig, a Pla d'Urgell
Informació actualitzada per un bot. Els canvis manuals es perdran quan s'actualitzi!

## casa
| imatge | Nom        | Ubicat a             | instància de | Detalls                             | coordenades                                                                  | Protecció                                  | Commons (més fotos)               | Dades a WD                    |
| ------ | ---------- | -------------------- | ------------ | ----------------------------------- | ---------------------------------------------------------------------------- | ------------------------------------------ | --------------------------------- | ----------------------------- |
|        | Cal Martí  | Vilanova de Bellpuig | casa         | Estil: arquitectura popular         | 41° 36′ 54″ N, 0° 57′ 37″ E / 41.615°N,0.96027°E ca:Carrer Clost 1           | bé integrant del patrimoni cultural català | Cal Martí (Vilanova de Bellpuig)  | Modifica les dades a Wikidata |
|        | Cal Palau  | Vilanova de Bellpuig | casa         | Estil: arquitectura neoclàssica     | 41° 36′ 53″ N, 0° 57′ 41″ E / 41.6146°N,0.96129°E ca:Carrer Doctor Gassol, 4 | bé cultural d'interès local                | Cal Palau (Vilanova de Bellpuig)  | Modifica les dades a Wikidata |
|        | Cal Tudela | Vilanova de Bellpuig | casa         | Estil: arquitectura del Renaixement | 41° 36′ 52″ N, 0° 57′ 43″ E / 41.6145°N,0.96202°E ca:Carrer Doctor Gassol    | bé integrant del patrimoni cultural català | Cal Tudela (Vilanova de Bellpuig) | Modifica les dades a Wikidata |

## creu de terme
| imatge | Nom                                   | Ubicat a             | instància de  | Detalls                     | coordenades                                                             | Protecció                                  | Commons (més fotos)                   | Dades a WD                    |
| ------ | ------------------------------------- | -------------------- | ------------- | --------------------------- | ----------------------------------------------------------------------- | ------------------------------------------ | ------------------------------------- | ----------------------------- |
|        | creu de la plaça de la Creu           | Vilanova de Bellpuig | creu de terme |                             | 41° 36′ 53″ N, 0° 57′ 39″ E / 41.61476442578407°N,0.9607879792020216°E  |                                            | Creu de terme de Vilanova de Bellpuig | Modifica les dades a Wikidata |
|        | creu de terme de Vilanova de Bellpuig | Vilanova de Bellpuig | creu de terme | Estil: arquitectura popular | 41° 36′ 35″ N, 0° 58′ 11″ E / 41.609825710963094°N,0.9697508271286688°E | bé integrant del patrimoni cultural català | Creu de terme de Vilanova de Bellpuig | Modifica les dades a Wikidata |

## edifici
| imatge | Nom                   | Ubicat a             | instància de | Detalls                                          | coordenades                                                                      | Protecció                                  | Commons (més fotos)                     | Dades a WD                    |
| ------ | --------------------- | -------------------- | ------------ | ------------------------------------------------ | -------------------------------------------------------------------------------- | ------------------------------------------ | --------------------------------------- | ----------------------------- |
|        | Casella de la Turbina | Vilanova de Bellpuig | edifici      | Estil: arquitectura popular                      | 41° 35′ 58″ N, 0° 57′ 43″ E / 41.5995°N,0.96199°E                                | bé integrant del patrimoni cultural català | Casella de la Turbina                   | Modifica les dades a Wikidata |
|        | antic ajuntament      | Vilanova de Bellpuig | edifici      | Estil: arquitectura del Renaixement 16th century | 41° 36′ 53″ N, 0° 57′ 35″ E / 41.61475°N,0.95986°E ca:Pl. Catalunya, 13 289 msnm | bé cultural d'interès local                | Antic ajuntament (Vilanova de Bellpuig) | Modifica les dades a Wikidata |

## granja
| imatge | Nom                             | Ubicat a             | instància de | Detalls | coordenades                                                          | Protecció | Commons (més fotos) | Dades a WD                    |
| ------ | ------------------------------- | -------------------- | ------------ | ------- | -------------------------------------------------------------------- | --------- | ------------------- | ----------------------------- |
|        | Granges del Cots                | Vilanova de Bellpuig | granja       |         | 41° 35′ 56″ N, 0° 57′ 38″ E / 41.5989361154734°N,0.960479778792236°E |           |                     | Modifica les dades a Wikidata |
|        | Granja Miralles                 | Vilanova de Bellpuig | granja       |         | 41° 37′ 01″ N, 0° 57′ 02″ E / 41.6168192633646°N,0.950638648805921°E |           |                     | Modifica les dades a Wikidata |
|        | Granja Roig                     | Vilanova de Bellpuig | granja       |         | 41° 35′ 30″ N, 0° 56′ 41″ E / 41.5917010831276°N,0.944655090288799°E |           |                     | Modifica les dades a Wikidata |
|        | Granja Vicenç                   | Vilanova de Bellpuig | granja       |         | 41° 35′ 57″ N, 0° 56′ 55″ E / 41.5992033863471°N,0.948676538985639°E |           |                     | Modifica les dades a Wikidata |
|        | Granja de Ca l'Àngel            | Vilanova de Bellpuig | granja       |         | 41° 37′ 19″ N, 0° 57′ 58″ E / 41.6219657385282°N,0.966055572662234°E |           |                     | Modifica les dades a Wikidata |
|        | Granja del Bergonet             | Vilanova de Bellpuig | granja       |         | 41° 35′ 31″ N, 0° 56′ 03″ E / 41.5919555458862°N,0.93423323443994°E  |           |                     | Modifica les dades a Wikidata |
|        | Granja del Portella             | Vilanova de Bellpuig | granja       |         | 41° 36′ 48″ N, 0° 58′ 23″ E / 41.6132111801737°N,0.97318353413463°E  |           |                     | Modifica les dades a Wikidata |
|        | Granja del Serret               | Vilanova de Bellpuig | granja       |         | 41° 36′ 45″ N, 0° 58′ 28″ E / 41.6125231031408°N,0.974513222754514°E |           |                     | Modifica les dades a Wikidata |
|        | Granja del Tonet de Ca la Sorda | Vilanova de Bellpuig | granja       |         | 41° 35′ 27″ N, 0° 57′ 20″ E / 41.5907945323691°N,0.955433382870595°E |           |                     | Modifica les dades a Wikidata |

## masia
| imatge | Nom                  | Ubicat a             | instància de | Detalls | coordenades                                                          | Protecció | Commons (més fotos) | Dades a WD                    |
| ------ | -------------------- | -------------------- | ------------ | ------- | -------------------------------------------------------------------- | --------- | ------------------- | ----------------------------- |
|        | Ca l'Hortolà Tapiaró | Vilanova de Bellpuig | masia        |         | 41° 36′ 45″ N, 0° 57′ 14″ E / 41.6123899493863°N,0.953779218835246°E |           |                     | Modifica les dades a Wikidata |
|        | Cal Valls            | Vilanova de Bellpuig | masia        |         | 41° 36′ 49″ N, 0° 57′ 15″ E / 41.6137039259735°N,0.954229735871204°E |           |                     | Modifica les dades a Wikidata |
|        | Casa del Manolo      | Vilanova de Bellpuig | masia        |         | 41° 36′ 45″ N, 0° 57′ 11″ E / 41.6124855779545°N,0.953080122086908°E |           |                     | Modifica les dades a Wikidata |
|        | Torre Mariagneta     | Vilanova de Bellpuig | masia        |         | 41° 36′ 24″ N, 0° 58′ 16″ E / 41.6067808686239°N,0.971164837313562°E |           |                     | Modifica les dades a Wikidata |
|        | Torre Ruera          | Vilanova de Bellpuig | masia        |         | 41° 37′ 21″ N, 0° 57′ 48″ E / 41.6224603634048°N,0.963471353946379°E |           |                     | Modifica les dades a Wikidata |
|        | Torre Trutxel·lo     | Vilanova de Bellpuig | masia        |         | 41° 36′ 43″ N, 0° 57′ 17″ E / 41.6119640354666°N,0.954644767357927°E |           |                     | Modifica les dades a Wikidata |
|        | Torre de l'Abril     | Vilanova de Bellpuig | masia        |         | 41° 36′ 00″ N, 0° 57′ 02″ E / 41.6000391826275°N,0.950593890392311°E |           |                     | Modifica les dades a Wikidata |
|        | Torre de l'Agutzil   | Vilanova de Bellpuig | masia        |         | 41° 35′ 12″ N, 0° 56′ 32″ E / 41.5866486159871°N,0.942152189770379°E |           |                     | Modifica les dades a Wikidata |
|        | Torre de la Bepa     | Vilanova de Bellpuig | masia        |         | 41° 37′ 32″ N, 0° 57′ 44″ E / 41.6255808503777°N,0.962184754850037°E |           |                     | Modifica les dades a Wikidata |
|        | Torre de la Mariana  | Vilanova de Bellpuig | masia        |         | 41° 36′ 18″ N, 0° 56′ 45″ E / 41.605061243903°N,0.945850959467613°E  |           |                     | Modifica les dades a Wikidata |
|        | Torre de la Mia      | Vilanova de Bellpuig | masia        |         | 41° 36′ 32″ N, 0° 58′ 09″ E / 41.6088340770928°N,0.969108384520264°E |           |                     | Modifica les dades a Wikidata |
|        | Torre del Carreter   | Vilanova de Bellpuig | masia        |         | 41° 36′ 04″ N, 0° 56′ 50″ E / 41.6010487182055°N,0.947106184468532°E |           |                     | Modifica les dades a Wikidata |
|        | Torre del Clareta    | Vilanova de Bellpuig | masia        |         | 41° 35′ 27″ N, 0° 55′ 58″ E / 41.590713885226°N,0.93287380529875°E   |           |                     | Modifica les dades a Wikidata |
|        | Torre del Garsa      | Vilanova de Bellpuig | masia        |         | 41° 35′ 29″ N, 0° 56′ 08″ E / 41.5913058610243°N,0.935669639592598°E |           |                     | Modifica les dades a Wikidata |
|        | Torre del Juní       | Vilanova de Bellpuig | masia        |         | 41° 37′ 17″ N, 0° 58′ 07″ E / 41.6213343341685°N,0.968548023151718°E |           |                     | Modifica les dades a Wikidata |
|        | Torre del Mianet     | Vilanova de Bellpuig | masia        |         | 41° 35′ 19″ N, 0° 56′ 54″ E / 41.5884907308858°N,0.948463972627546°E |           |                     | Modifica les dades a Wikidata |
|        | Torre del Mingo      | Vilanova de Bellpuig | masia        |         | 41° 37′ 17″ N, 0° 58′ 04″ E / 41.6213839821036°N,0.967790279751685°E |           |                     | Modifica les dades a Wikidata |
|        | Torre del Miret      | Vilanova de Bellpuig | masia        |         | 41° 35′ 35″ N, 0° 57′ 15″ E / 41.5929974328153°N,0.954212066938193°E |           |                     | Modifica les dades a Wikidata |
|        | Torre del Moretó     | Vilanova de Bellpuig | masia        |         | 41° 36′ 26″ N, 0° 57′ 41″ E / 41.6072126916899°N,0.96146706335971°E  |           |                     | Modifica les dades a Wikidata |
|        | Torre del Natja      | Vilanova de Bellpuig | masia        |         | 41° 37′ 11″ N, 0° 58′ 21″ E / 41.61966461085°N,0.97242927955237°E    |           |                     | Modifica les dades a Wikidata |
|        | Torre del Panxa      | Vilanova de Bellpuig | masia        |         | 41° 36′ 02″ N, 0° 57′ 28″ E / 41.6006008399672°N,0.95785954221746°E  |           |                     | Modifica les dades a Wikidata |
|        | Torre del Pascol     | Vilanova de Bellpuig | masia        |         | 41° 35′ 16″ N, 0° 56′ 26″ E / 41.5877390294271°N,0.940677950092459°E |           |                     | Modifica les dades a Wikidata |
|        | Torre del Pauet      | Vilanova de Bellpuig | masia        |         | 41° 35′ 31″ N, 0° 57′ 18″ E / 41.5920828636939°N,0.954948806770064°E |           |                     | Modifica les dades a Wikidata |
|        | Torre del Ri         | Vilanova de Bellpuig | masia        |         | 41° 36′ 20″ N, 0° 57′ 45″ E / 41.605600634721°N,0.962489826754605°E  |           |                     | Modifica les dades a Wikidata |
|        | Torre del Saltó      | Vilanova de Bellpuig | masia        |         | 41° 35′ 25″ N, 0° 56′ 24″ E / 41.590285351184°N,0.940033129496683°E  |           |                     | Modifica les dades a Wikidata |
|        | Torre del Serret     | Vilanova de Bellpuig | masia        |         | 41° 36′ 41″ N, 0° 58′ 19″ E / 41.6115144460621°N,0.971964551496288°E |           |                     | Modifica les dades a Wikidata |
|        | Torre del Tito       | Vilanova de Bellpuig | masia        |         | 41° 36′ 18″ N, 0° 57′ 05″ E / 41.6048813183661°N,0.951412598670626°E |           |                     | Modifica les dades a Wikidata |

## Misc
| imatge | Nom                               | Ubicat a                                                                                        | instància de                                   | Detalls                            | coordenades | Protecció                                  | Commons (més fotos)                                        | Dades a WD                    |
| ------ | --------------------------------- | ----------------------------------------------------------------------------------------------- | ---------------------------------------------- | ---------------------------------- | --- | ------------------------------------------ | ---------------------------------------------------------- | ----------------------------- |
|        | Ca l'Apotecari                    | Vilanova de Bellpuig                                                                            | casa consistorial                              | Estil: Renaixement                 | 41° 36′ 53″ N, 0° 57′ 40″ E / 41.6148°N,0.96111°E                                                                                  | bé integrant del patrimoni cultural català | Ca l'Apotecari (Vilanova de Bellpuig)                      | Modifica les dades a Wikidata |
|        | Cementiri                         | Vilanova de Bellpuig                                                                            | cementiri                                      |                                    | 41° 37′ 13″ N, 0° 57′ 34″ E / 41.62027°N,0.95953°E                                                                                 | bé cultural d'interès local                | Vilanova de Bellpuig Cemetery                              | Modifica les dades a Wikidata |
|        | Fàtima                            | Vilanova de Bellpuig                                                                            | nucli de població                              |                                    | 41° 36′ 49″ N, 0° 57′ 13″ E / 41.613603699452°N,0.95374526419207°E                                                                 |                                            |                                                            | Modifica les dades a Wikidata |
|        | Sant Pere de Vilanova de Bellpuig | Vilanova de Bellpuig                                                                            | església església parroquial                   | Estil: arquitectura romànica       | 41° 36′ 52″ N, 0° 57′ 39″ E / 41.6144°N,0.96076°E                                                                                  | bé integrant del patrimoni cultural català | Sant Pere de Vilanova de Bellpuig                          | Modifica les dades a Wikidata |
|        | Secans de Belianes-Preixana       | Tàrrega Vilagrassa Preixana Sant Martí de Riucorb Belianes Arbeca Vilanova de Bellpuig Bellpuig | àrea protegida Pla d'Espais d'Interès Natural  | 1992 Superfície: 6505 6523.26765ha | 41° 35′ 24″ N, 1° 01′ 16″ E / 41.59°N,1.021°E                                                                                      |                                            | Secans de Belianes-Preixana (Special Area of Conservation) | Modifica les dades a Wikidata |
|        | Vilanova de Bellpuig              | Vilanova de Bellpuig                                                                            | entitat singular de població capital municipal | 1168 hab                           | 41° 36′ 50″ N, 0° 57′ 52″ E / 41.61379°N,0.96432°E 289 msnm                                                                        |                                            |                                                            | Modifica les dades a Wikidata |
|        | canal d'Urgell                    | Noguera Urgell Pla d'Urgell Garrigues Segrià                                                    | canal de reg                                   | Desemboca: Segre Llarg: 144.2km    | 41° 55′ 47″ N, 1° 09′ 50″ E / 41.92977111111111°N,1.16391°E 41° 34′ 27″ N, 0° 34′ 37″ E / 41.57407111111111°N,0.5769580555555556°E |                                            | Canal d'Urgell                                             | Modifica les dades a Wikidata |
|        | la Facina de Vilanova de Bellpuig | Vilanova de Bellpuig                                                                            | carrer                                         | Estil: arquitectura popular        | 41° 36′ 54″ N, 0° 57′ 37″ E / 41.615°N,0.96038°E                                                                                   | bé integrant del patrimoni cultural català | La Facina de Vilanova de Bellpuig                          | Modifica les dades a Wikidata |
|        | lo Corralet                       | Vilanova de Bellpuig                                                                            | cabana                                         |                                    | 41° 37′ 16″ N, 0° 57′ 56″ E / 41.6210219298609°N,0.965653139298734°E                                                               |                                            |                                                            | Modifica les dades a Wikidata |